# Secret Service (gruppo musicale)
I Secret Service sono stati un gruppo musicale svedese fondato nel 1979.

## Storia del gruppo
Il primo embrione del gruppo si formò nel 1976 quando Ola Håkansson, dirigente della casa discografica Sonet e già cantante con un discreto successo alle spalle (fondò negli anni sessanta un gruppo garage rock chiamato Ola & The Janglers che entrò nelle classifiche statunitensi nel 1969 grazie al singolo Let's dance), venne a contatto con i musicisti Tim Norell e Ulf Wahlberg.
Il gruppo, chiamato Ola + 3, fece il suo esordio nel 1979, presentando al Melodifestivalen il brano Det Känns Som Jag Vandrar Fram. Nonostante la mancata vittoria il gruppo decise di proseguire nell'attività cambiando il nome in Secret Service e completando la formazione con l'aggiunta di un chitarrista (Tonny Lindberg, già membro dei The Violents, gruppo beat noto in Svezia negli anni sessanta), un batterista (Leif Johansson, ex membro degli Ola & The Janglers e collaboratore, assieme a Lindberg, di alcuni progetti solisti di Håkansson) e un bassista (Leif Paulsén). Di lì in poi Norell, pur venendo accreditato negli album e partecipando attivamente al progetto componendo quasi tutte le musiche dei brani, lavorerà all'ombra del gruppo non apparendo mai né nelle foto ufficiali, né nelle esibizioni del gruppo.
L'esordio discografico del gruppo, intitolato Oh Susie (pubblicato nel 1979), caratterizzato da sonorità disco con influenze elettroniche, riscosse un più che positivo riscontro di vendite sia in patria (dove ottenne il disco d'oro e risultò al primo posto nella classifica), sia all'estero (soprattutto in Germania e in Sudamerica) grazie ai brani Ten'o Clock Postman e Oh Susie estratti come singoli. Il successo dell'esordio fu in seguito confermato dagli album Ye Si Ca (anticipato dal singolo L.A. Goodbye, vincitore di un disco di platino in Germania) e Cutting Corners, quest'ultimo vincitore del disco d'oro grazie anche al successo del singolo Flash in the Night, che raggiunse la top 10 di nove Paesi europei.
A partire dal 1983 Norell e Håkansson, autori dei brani, iniziarono l'attività di produttori per altri artisti: ciò comportò l'inizio del declino per i Secret Service che nei due anni successivi pubblicarono due album (Jupiter Sign del 1984 e When the Night Closes In del 1985) che non riscossero lo stesso successo degli esordi. Il gruppo si sciolse definitivamente nel 1987, dopo la pubblicazione dell'album Aux Deux Magots, registrato con una formazione che vedeva, assieme ad Håkansson, Norell e Wahlberg il bassista Mats Lindberg e il polistrumentista Anders Hansson (fondatore del gruppo Otitis, prodotto da Norell e Håkansson).

## Formazione
- Ola Håkansson - voce (1979-1987)
- Tim Norell - tastiere (1979-1987)
- Ulf Wahlberg - tastiere, voce (1979-1987)
- Tonny Lindberg - chitarra (1979-1985)
- Leif Paulsén - basso (1979-1985)
- Leif Johansson - batteria (1979-1985)

### Altri componenti
- Mats Lindberg - basso (1986-1987)
- Anders Hansson - batteria, chitarra, tastiere (1986-1987)

## Discografia
- 1979 - Oh Susie
- 1981 - Ye Si Ca
- 1982 - Cutting Corners
- 1984 - Jupiter Sign
- 1985 - When the Night Closes In
- 1987 - Aux Deux Magots